# Timothy Masters
Timothy Masters (Melbourne, 2 de enero de 1992) es un deportista australiano que compitió en remo.
Ganó dos medallas en el Campeonato Mundial de Remo, en los años 2018 y 2023. Participó en los Juegos Olímpicos de Tokio 2020, ocupando el sexto lugar en la prueba de ocho con timonel.

## Palmarés internacional
| Campeonato Mundial | Campeonato Mundial | Campeonato Mundial | Campeonato Mundial |
| Año                | Lugar              | Medalla            | Prueba             |
| ------------------ | ------------------ | ------------------ | ------------------ |
| 2018               | Plovdiv (Bulgaria) | Medalla de plata   | Ocho con timonel   |
| 2023               | Belgrado (Serbia)  | Medalla de bronce  | Ocho con timonel   |